# Девенпорт, Милла
Милла Девенпорт (англ. Milla Davenport; 4 февраля 1871 — 17 мая 1936) — актриса театра и кино.

## Биография
Милла Девенпорт родилась в Цюрихе, Швейцария, получила образование в Швейцарии. Девенпорт выступала вместе со своим мужем, актером Гарри Дж. Девенпортом, в репертуарной компании в течение пятнадцати лет. Свою карьеру Дэвенпорт начала в кино в немом фильме «Захват холостяка» (1916). Она снялась в фильме «Длинноногий папочка» (1919) с Мэри Пикфорд, «Урод» (1919) с Аллой Назимовой, «Грехи отцов» (1928) с Эмилем Джаннингсом и «Брачная ночь» (1935). Дэвенпорт продолжал сниматься в кино в эпоху звукового кино. Ее последние роли были в фильмах «The Defense Rests» (1934), «Here Comes Cookie» (1935) и «Human Cargo» (1936).
Давенпорт умерла в Лос-Анджелесе, штат Калифорния, в 1936 году, в возрасте 65 лет. Ее похоронили на кладбище Голливуд-Форевер.